# Зубочистка

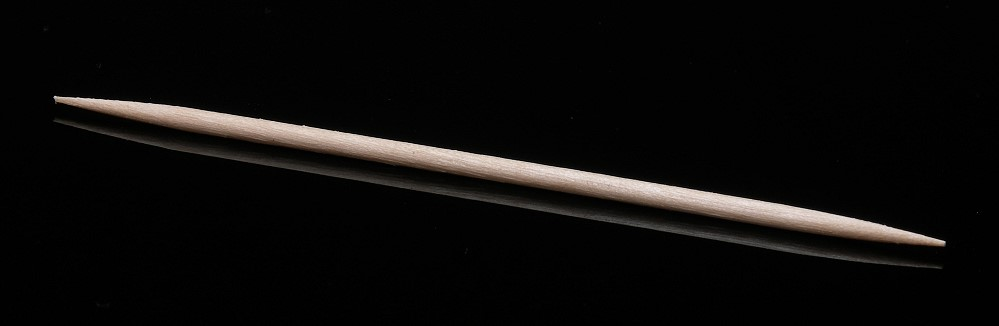
Деревянная зубочистка

Зубочи́стка — заострённая с одного или двух концов палочка (деревянная, бамбуковая или пластмассовая), предназначенная для удаления остатков пищи, застрявших между зубами. Часто подаётся в ресторанах в конце трапезы. Пользоваться зубочисткой нужно осторожно — так, чтобы не повредить дёсны. Зубные врачи рекомендуют держать зубочистку под углом 60° к зубу и не злоупотреблять ковырянием в зубах.

## История

Подставка для зубочисток

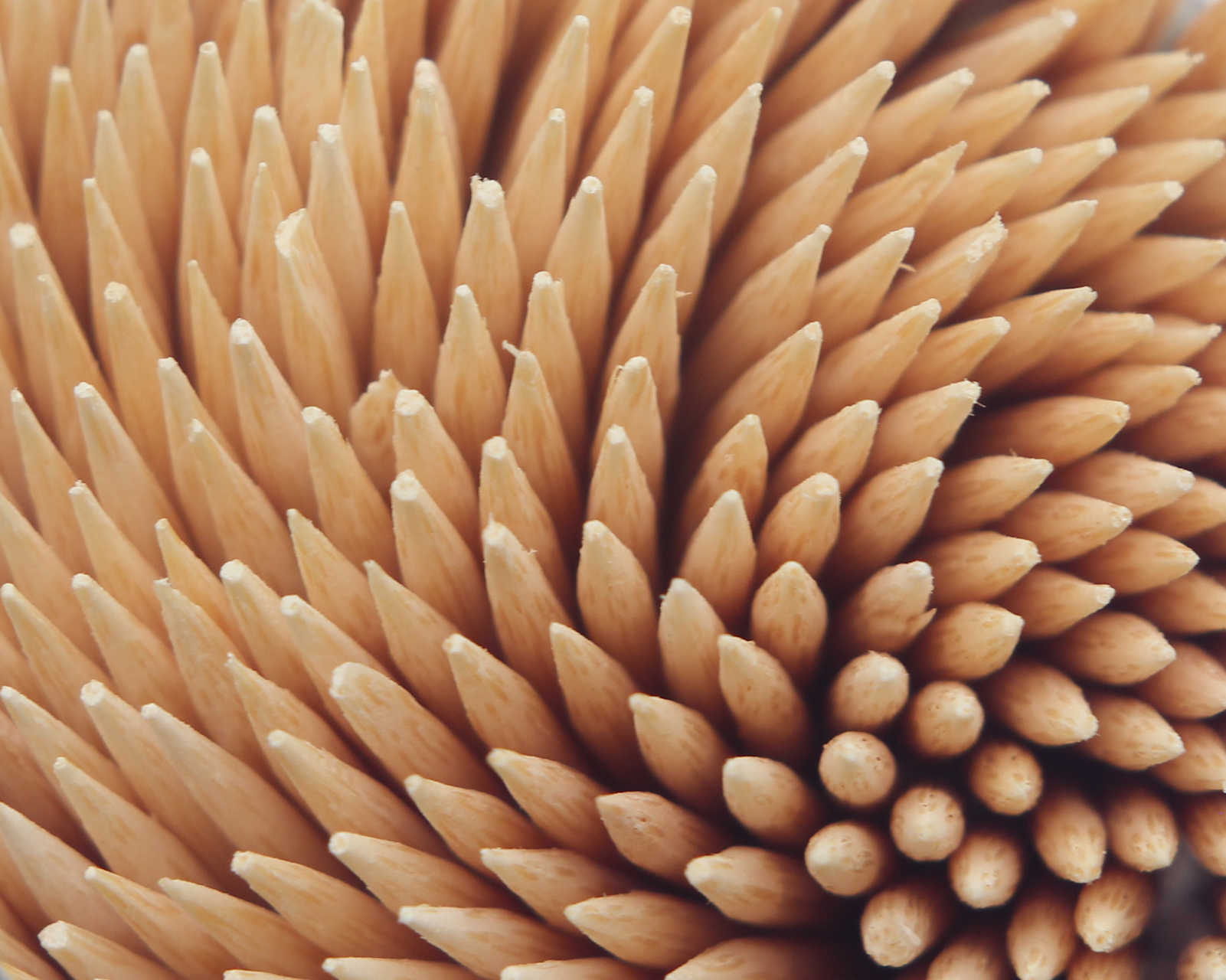
Макросьёмка зубочисток

Самое древнее свидетельство использования зубочисток учёные обнаружили, исследуя ископаемую челюсть Homo antecessor, древнего человека, жившего 1,2 миллиона лет назад. Между зубами были обнаружены древесные волокна, что, по словам учёных, свидетельствует о том, что древние люди пользовались кусочками дерева в качестве зубочисток.
Ранее зубочистки также делали из серебра и даже камня. Например, персонаж древнеримского романа «Сатирикон» (I век н. э.) Трималхион на пиру ковыряет в зубах серебряной зубочисткой (лат. pinna argentea), а в исламских странах зубочистки делают из халцедона.
В 1872 году Силас Нобле и Дж. П. Кули запатентовали первую машину для производства зубочисток. Размер зубочистки, мм. 2х2х65.

## Другие применения

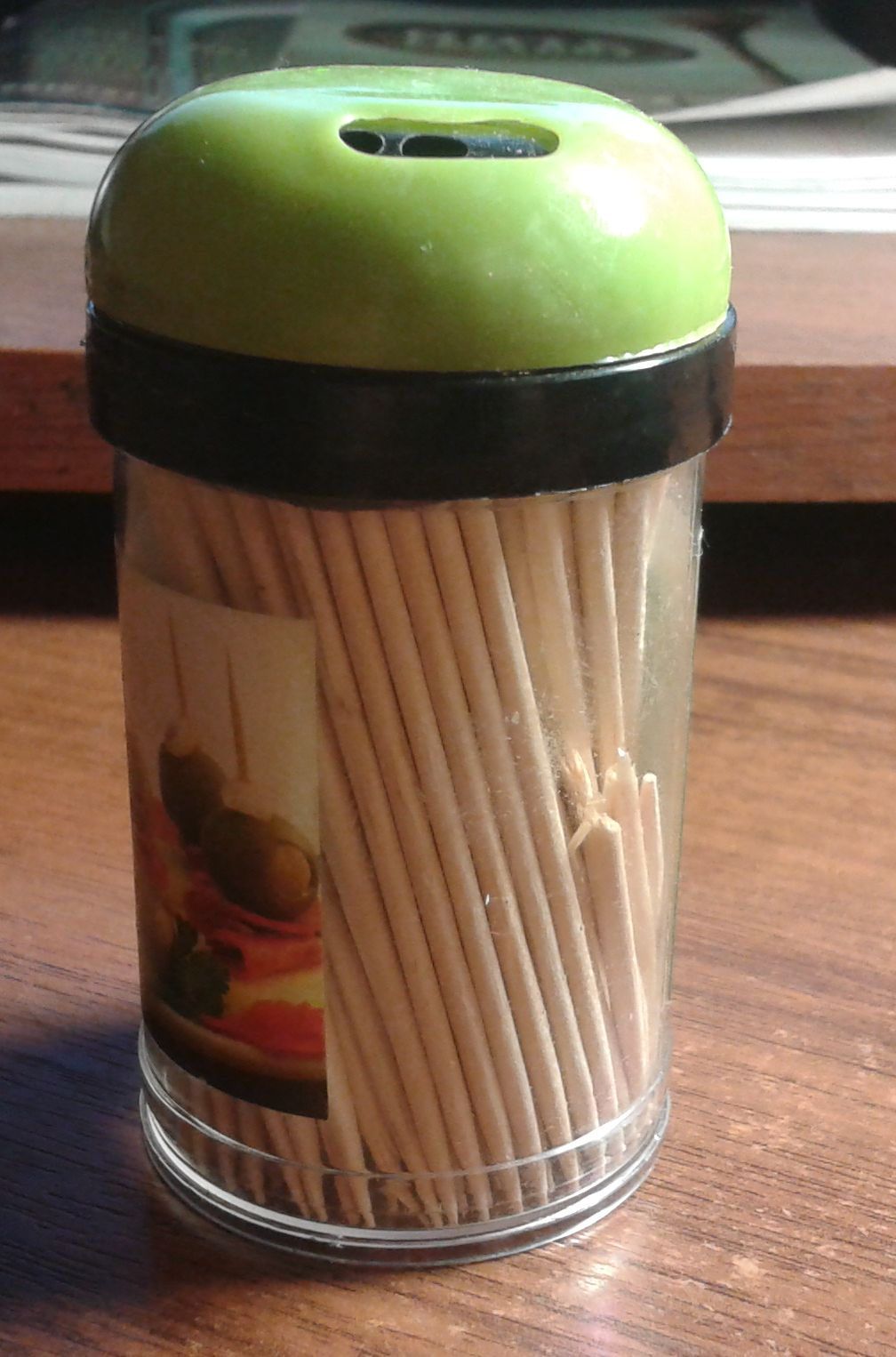
Пластиковая баночка с зубочистками.

Кроме прямого назначения зубочистки используются в кулинарии для скрепления рулетов, канапе и подобных блюд. Также используются как инструмент в латте-арте и изготовлении украшений из теста.
Зубочистки используются также для изготовления рейнстика — шумового музыкального инструмента.
Современные компании создают свой стиль даже из зубочисток, делая их необычной формы. Также зубочистки ароматизируют мятой, корицей или гвоздичным маслом, что придаёт им не только приятный запах, но и антисептический эффект.
Часто зубочистки держат во рту подобно сигарете люди, стремящиеся бросить курить, чтобы создать ощущение сигареты во рту, не вредя здоровью.
Русский дирижёр Валерий Гергиев использует зубочистку в качестве дирижёрской палочки.
Зубочистка может применяться как материал для произведений искусства. Так, китаец Тан Цзялу из Чунцина из 110 тысяч зубочисток создал бюст Давида.